# Paratylana laterata
Paratylana laterata är en insektsart som först beskrevs av Melichar 1906.  Paratylana laterata ingår i släktet Paratylana och familjen sköldstritar. Inga underarter finns listade i Catalogue of Life.